# Digi Snacks
Digi Snacks – czwarty album studyjny amerykańskiego rapera i producenta muzycznego RZA, trzeci wydany pod swoim alter ego Bobby Digital. Wydawnictwo ukazało się 24 czerwca 2008 roku nakładem wytwórni Koch Records oraz Wu Music Group. Początkowo płyta miała być zatytułowana Digi Snax, jednak tytuł został zmieniony niedługo przed premierą.

## Lista utworów
1. "Digi Snacks Intro" (gośc. Understanding)
2. "Long Time Coming" (gośc. Danny Keyz)
3. "You Can't Stop Me Now" (gośc. Inspectah Deck)
4. "Straight Up the Block" (gośc. David Banner)
5. "Booby Trap" (gośc. Dexter Wiggles)
6. "Try Ya Ya Ya" (gośc. Monk, Thea van Seijen)
7. "Good Night" (gośc. Rev William Burk, Crisis, Thea van Seijen)
8. "No Regrets"
9. "Money Don't Own Me" (gośc. Monk, Stone Mecca)
10. "Creep" (gośc. Black Knights, Northstar, Thea van Seijen, Dexter Wiggles)
11. "Drama" (gośc. Monk, Thea van Seijen)
12. "Up Again" (gośc. John Frusciante, Beretta 9, Rev William Burk, George Clinton, El DeBarge)
13. "Put Your Guns Down" (gośc. Star)
14. "Love Is Digi/Part II" (gośc. Beretta 9, Crisis, Thea van Seijen)
15. "O Day"
16. "Don't Be Afraid"
17. "The Wolf" (iTunes - utwór bonusowy)